# Heras de Ayuso
Heras de Ayuso é um município da Espanha na província de Guadalajara, comunidade autónoma de Castilla-La Mancha, de área 10,36 km² com população de 210 habitantes (2007) e densidade populacional de 14,48 hab/km².

## Demografia
| Variação demográfica do município entre 1991 e 2004 | Variação demográfica do município entre 1991 e 2004 | Variação demográfica do município entre 1991 e 2004 | Variação demográfica do município entre 1991 e 2004 |
| --------------------------------------------------- | --------------------------------------------------- | --------------------------------------------------- | --------------------------------------------------- |
| 1991                                                | 1996                                                | 2001                                                | 2004                                                |
| 116                                                 | 126                                                 | 145                                                 | 150                                                 |